# Station Žírovice-Seníky
Station Žírovice-Seníky is een spoorwegstation in het noorden van de Tsjechische gemeente Františkovy Lázně. Het station ligt aan de spoorlijnen 147 en 148, tussen het hoofdstation van Františkovy Lázně en de splitsing van de beide lijnen. Het station wordt beheerd door de nationale spoorwegonderneming České dráhy in samenwerking met de Staatsorganisatie voor spoorweginfrastructuur (SŽDC).
Františkovy Lázně ↔ Františkovy Lázně-Seníky ↔ Vojtanov ↔ Plesná
Cheb ↔ Františkovy Lázně-Aquaforum ↔ Františkovy Lázně ( ↔ aftakking: Tršnice) ↔ Františkovy Lázně-Seníky ↔ Vojtanov obec ↔ Hazlov ↔ Aš ↔ Aš město ↔ Aš předměstí ↔ Štítary ↔ Podhradí ↔ Studánka ↔ Hranice v Čechách